# Лера (Бузау)
Лера (рум. Lera) насеље је у Румунији у округу Бузау у општини Киожду. Oпштина се налази на надморској висини од 443 m.

## Становништво
Према подацима из 2002. године у насељу је живело 537 становника, од којих су сви румунске националности.